# Мёд манука

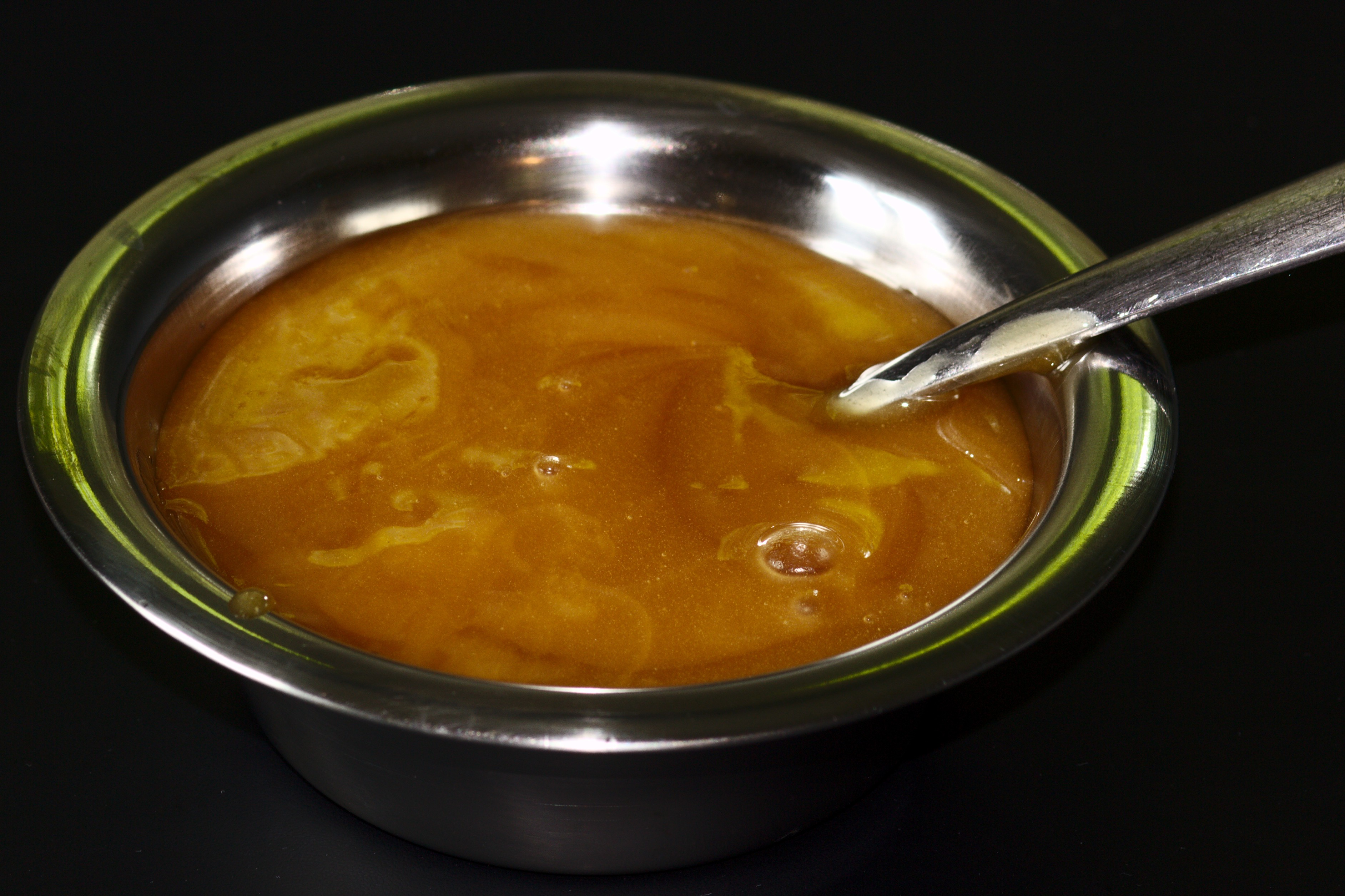
Миска с мёдом манука

Мёд манука — монофлёрный мёд, производимый из нектара дерева манука, лептоспермум, в основном в Новой Зеландии и Австралии. Имеет землистый аромат и вкус. Существуют клинические доказательства эффективности его использования в качестве местного лекарства, а также для профилактики и лечения гриппа. Слово манука — это название тонкосемянника на языке маори; написание manuka распространено в английском языке.

## Идентификация
Мёд манука производится европейскими медоносными пчёлами (Apis mellifera), питающимися манукой (Leptospermum scoparium), которая, по имеющимся данным, возникла в Австралии до наступления миоценовой засушливости. Он растёт некультивируемым как на юго-востоке Австралии, так и в Новой Зеландии. Мёд манука заметно вязкий. Это свойство связано с присутствием белка или коллоида и является его основным визуально определяющим признаком, наряду с его типичным цветом от тёмно-кремового до тёмно-коричневого.
Мёд манука для экспорта из Новой Зеландии должен пройти независимую проверку и пройти тест «Научное определение мёда манука», как указано Министерством промышленности первичного сектора экономики Новой Зеландии. Проверка включает 5 тестов. Четыре химических и один на ДНК Leptospermum scoparium. Мёд должен пройти все пять тестов, чтобы его можно было назвать «мёдом манука». Сертификация вступила в силу 5 января 2018 года.
Австралийская ассоциация мёда манука (Australian Manuka Honey Association AMHA) установила набор стандартов для австралийского мёда манука. Мёд, имеющий Знак подлинности AMHA, должен быть чистым, натуральным мёдом манука, полностью произведённым в Австралии, и должен быть проверен независимой, утверждённой лабораторией, чтобы убедиться, что он соответствует минимальным стандартам встречающихся в природе метилглиоксаля, дигидроксиацетона и лептосперина.

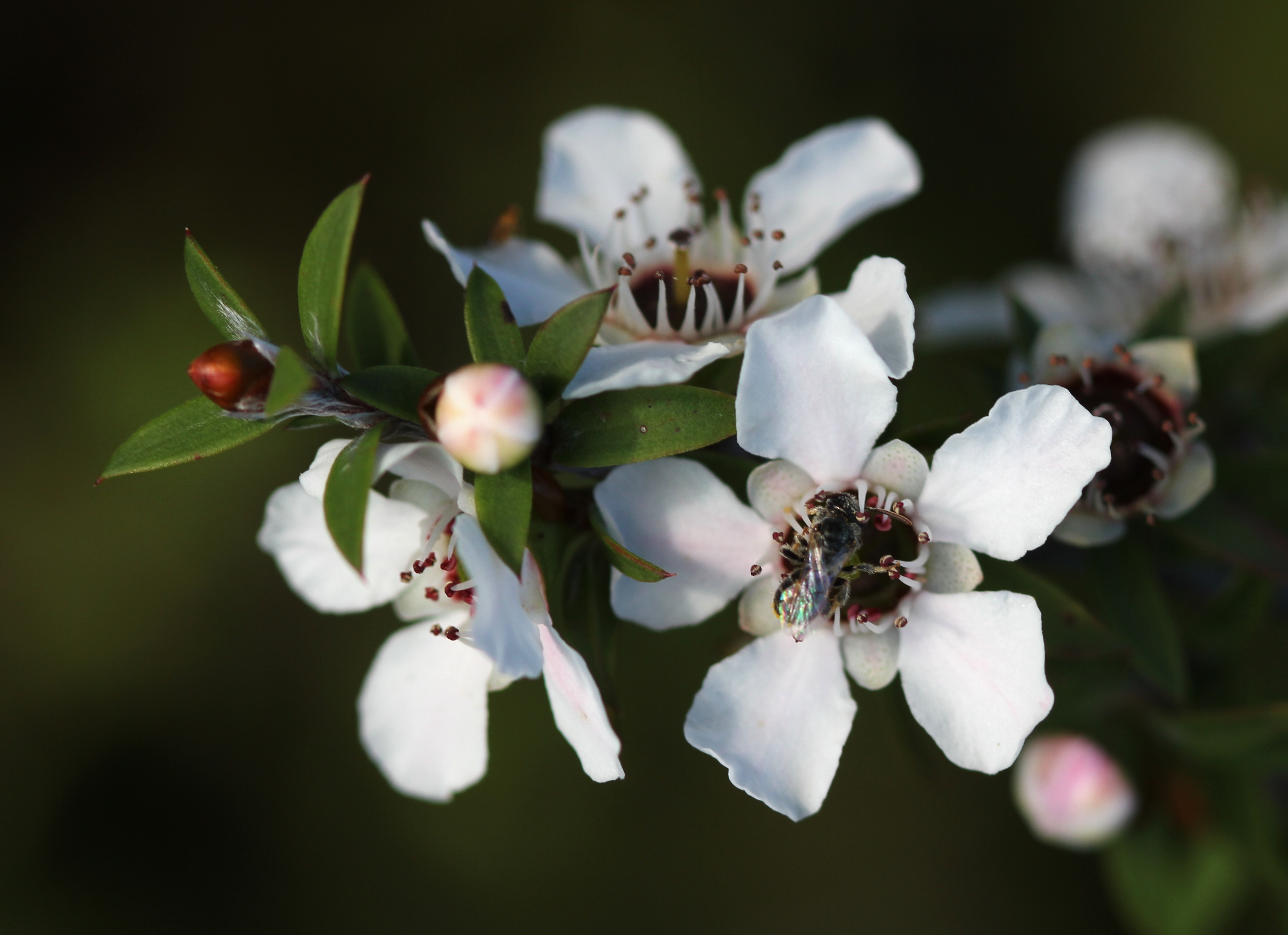
Местная пчела посещает цветок манука (Leptospermum)

Кустарник манука цветёт в то же время, что и Kunzea ericoides, другой вид Myrtaceae, также называемый канука, который часто растёт в тех же районах. Некоторые пчеловоды не могут легко отличить эти виды, поскольку оба цветка имеют схожую морфологию, а дифференциация пыльцы между двумя видами затруднена.

## Использование

### Еда
Мёд манука имеет сильный вкус, характеризуемый как «землистый, маслянистый, травянистый» и «цветистый, богатый и сложный». Медовая промышленность Новой Зеландии описывает его как имеющий «влажный земляной, вересковый, ароматный» аромат и «минеральный, слегка горьковатый» вкус.

### Лекарство
Метилглиоксаль (сокращенно MGO), компонент мёда манука, изучается на предмет его потенциальной активности против кишечной палочки и золотистого стафилококка. Мёд манука снимает воспаления на коже и способствует заживлению при нанесении на рану. При приёме внутрь оказывает противомикробное и противовоспалительное воздействие и способствует повышению иммунитета. Признан потенциальным терапевтическим антиоксидантным средством для лечения различных заболеваний. Данные сообщают, что мёд манука обладает сильным противовоспалительным, противогрибковым, противовирусным действием. Он также сохраняет иммуномодулирующий, эстрогенный регулирующий, антимутагенный, противораковый и многие другие эффекты. Исследования также показывают, что мёд манука в качестве традиционной терапии может быть новым антиоксидантом для уменьшения многих заболеваний.
8 сентября 2022 года появилась следующая новость от «Рейтер»: учёные Астонского университета обнаружили, что мёд дерева манука в сочетании с антибиотиком амикацином улучшает действие лечения муковисцидоза даже при низкой дозировке антибиотика; также снижается количество побочных эффектов последнего. Результаты исследования опубликованы в журнале «Microbiology».

## Споры

### Классификация, подделка и фальсификация
В результате высокой цены мёда манука, большое количество продуктов, которые в настоящее время маркируются как мёд манука во всем мире, являются фальсифицированными или поддельными. Согласно исследованию, проведённому Unique Manuka Factor Honey Association (UMFHA), главной торговой ассоциации новозеландских производителей мёда манука (Новая Зеландия является основным производителем мёда манука в мире), в то время как в Новой Зеландии производится только 1700 тонн мёда манука на международном рынке продаётся в шесть раз больше мёда манука, из которых 1800 тонн только в Великобритании. В ходе испытаний, проведённых правительственными агентствами в Великобритании в период с 2011 по 2013 год, в большинстве образцов мёда с маркировкой манука отсутствовала непероксидная антимикробная активность мёда манука. Точно так же из 73 образцов, протестированных UMFHA в Великобритании, Китае и Сингапуре в 2012—2013 годах, 43 дали отрицательный результат. Отдельные тесты UMFHA в Гонконге показали, что 14 из 56 отобранных образцов мёда манука были фальсифицированы сиропом. В 2013 году Агентство по пищевым стандартам Великобритании обратилось к органам по торговым стандартам с просьбой предупредить продавцов мёда манука о необходимости соблюдения законодательства.
UMFHA зарегистрировала систему оценки мёда под названием «Уникальный фактор мануки», но существует запутанный ряд конкурирующих систем оценки мёда манука. В одной Британии в 2013 году два продукта были помечены как «активные 12+» и «общая активность 30+» соответственно для «природной пероксидной активности», а ещё один «активный 12+» для «общей фенольной активности», но ни один из трёх не был отмечен за силу непероксидного противомикробного действия, характерного для мёда манука.